# Aspire Dome
Aspire Dome – wielofunkcyjny kompleks hal sportowych mieszczący się w stolicy Kataru – Dosze. Jest częścią kompleksu sportowego Aspire Zone.
Kompleks został otwarty w roku 2005. Mieści 13 różnych hal sportowych z przeznaczeniem m.in. do lekkiej atletyki, piłki nożnej, tenisa stołowego, pływania, siatkówki, koszykówki i sportów walki. Łączna pojemność wszystkich hal wynosi 15 500 widzów, a powierzchnia kompleksu to 120 000 m². Hala została zaprojektowana przez Francuza Rogera Tailliberta. W roku 2006 odbywały się tutaj zawody w ramach igrzysk azjatyckich, a w 2008 halowe mistrzostwa Azji w lekkoatletyce. Od 12 do 14 marca 2010 roku rozgrywane były tutaj lekkoatletyczne halowe mistrzostwa świata.